# Гостев, Дмитрий Григорьевич
Дмитрий Григорьевич Гостев (1867 — не ранее 1916) — волостной писарь, депутат Государственной думы I созыва от Рязанской губернии.

## Биография
Родился в семье старообрядцев. Перешёл в православие. Родом из крестьян деревни Огрызково Нечаевской волости Егорьевского уезда Рязанской губернии. Окончил народное училище в Санкт-Петербурге. Рабочий фабрики Хлудовых в Егорьевске (прядильщик, ткач, браковщик). Был владельцем душевого надела земли в деревне Огрызково. Перед избранием в Думу сочувствовал партии «народной свободы», но по польскому, еврейскому и аграрному вопросам был не согласен с её программой.
15 апреля 1906 избран в Государственную думу I созыва от общего состава выборщиков Рязанского губернского избирательного собрания как представитель фабрично-заводских рабочих. Вошёл в Трудовую группу. В работе думских комиссий не участвовал.
Дальнейшая судьба и дата смерти неизвестны.